# Gillian Tans
Gillian Tans (Apeldoorn, 2 augustus 1970) is een Nederlands bestuurder en investeerder. Ze is de voormalige CEO van Booking.com en de voormalige president van VanMoof.

## Loopbaan
Tans doorliep de hotelschool in Middelburg en was werkzaam bij enkele hotelketens. 
In 2002 kwam ze in dienst bij Booking.com waar ze in 2011 COO werd. In april 2016 volgde ze Darren Huston op als CEO. In 2019 werd ze vrij plotseling vervangen door de Amerikaan Glenn Fogel, en werd ze chairwoman voor het bedrijf, een rol vergelijkbaar met een president-commissaris in Nederland.
In mei 2022 werd Tans benoemd tot president van de Nederlandse fietsenfabrikant VanMoof en kreeg daarmee de dagelijkse leiding. Eerder had ze al geïnvesteerd in het bedrijf. Na een jaar verliet ze het bedrijf.